# Biblioteca de la Abadía de Waldsassen

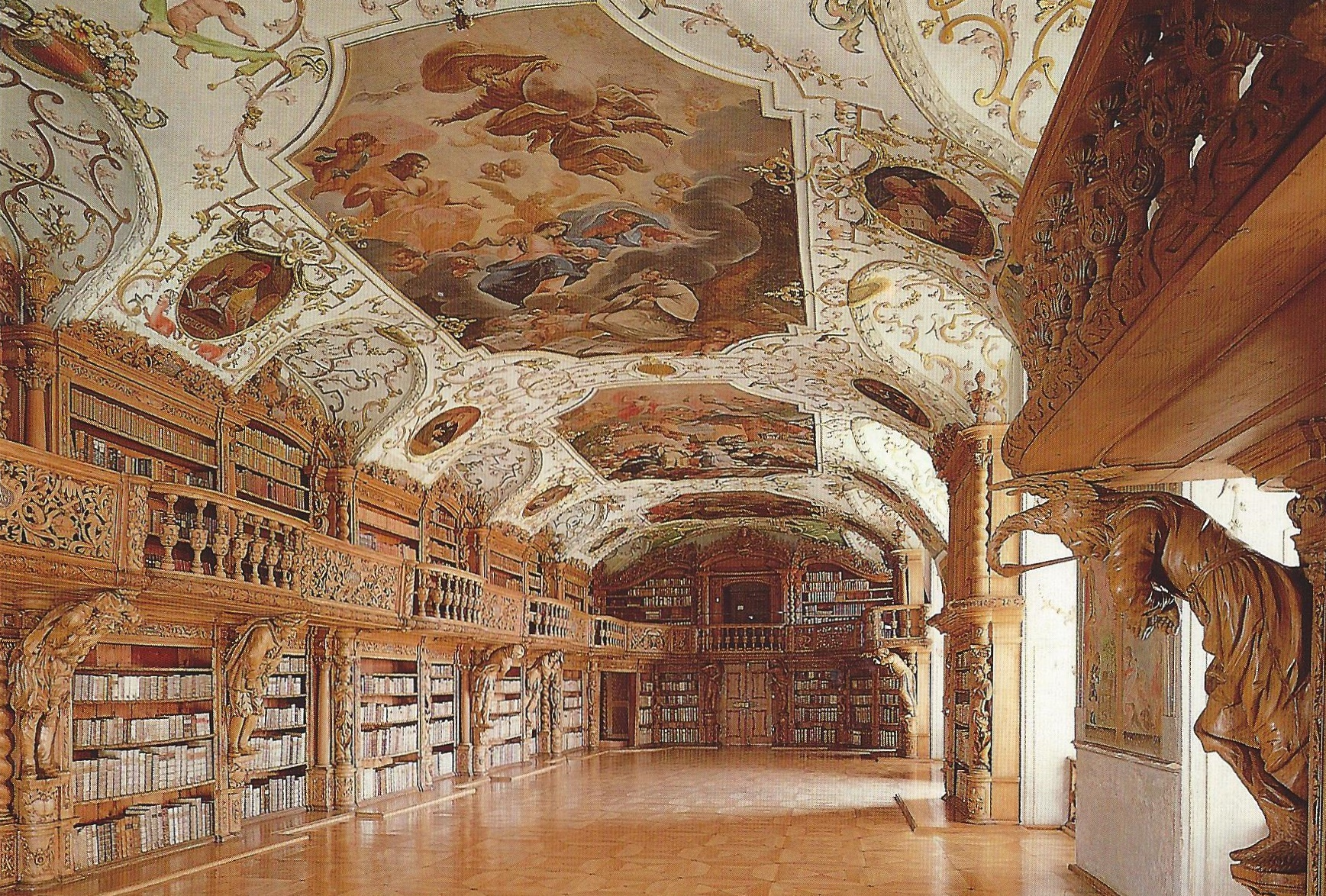
Vista de la Biblioteca de la Abadía de Waldsassen.

La biblioteca de la abadía de Waldsassen, una abadía cisterciense, es una de las más importantes bibliotecas del sur de Alemania.
La construcción de la abadía se comenzó en 1133 y su biblioteca en 1433, pero solo se empezó a usar bajo el abad Eugen Schmidt (1724-1726).
Diez imágenes de madera magistralmente talladas a tamaño natural circundan  la galería de la sala principal de la biblioteca. Estas representan las diferentes facetas del orgullo en forma de locura, burla, hipocresía e ignorancia. También decoran el espacio bustos esculpidos de personajes famosos del mundo antiguo, como Sófocles, Platón, el emperador Nerón y Sócrates.
En cuatro grandes frescos del techo se representan fenómenos místicos y escenas de la vida del monje cisterciense San Bernardo de Claraval. Los medallones de diez retratos muestran al gran doctor de la Iglesia. 

## Véase también

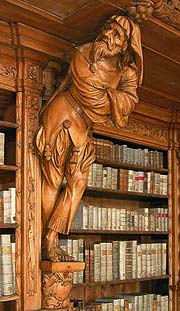
Una de las diez imágenes talladas